# 5miinust
5miinust (pol. pięć minusów) – estoński zespół muzyczny założony w 2015 i wykonujący muzykę hip-hopową. Reprezentanci Estonii w 68. Konkursie Piosenki Eurowizji (2024).

## Historia
Zespół został założony w 2015 roku oraz początkowo nazywał się Võsu kalifaat. Pomysł na założenie zespołu narodził się podczas pobytu członków w Võsu, gdzie często imprezują. Każdy z członków nosi unikatowy pseudonim: Kristian Jakobson jest znany jako Estoni Kohver bądź po prostu Kohver (odniesienie do Estona Kohvera – oficera Kaitsepolitsei, estońskiej służby bezpieczeństwa, wciągniętego w zasadzkę zastawioną przez rosyjską Federalną Służbę Bezpieczeństwa i uprowadzonego z terenu Estonii), Karl Kivastik jako Põhja-Korea (pol. Korea Północna), Mihkel Tamm jako Päevakoer (pol. niedźwiedziówka kaja), a Priit Tomson jako Lancelot. W 2017 roku do zespołu dołączył Pavel Botšarov, który przyjął Venelane (pol. Rosjanin, ze względu na swoje rosyjskie pochodzenie).
W 2016 i 2017 nakładem wytwórni Legendaarne Records wydali dwa albumy, odpowiednio: Korralik Saavutus – Aasta Plaat i Rämmar. Obydwa z nich odniosły komercyjny sukces dopiero w 2018, kiedy znalazły się w czołowej dwudziestce najlepiej sprzedających się albumów w kraju. Również w 2017 zgarnęli nagrodę Debiutant roku i Album roku podczas Eesti Hip-Hop Auhinnad oraz otrzymali swoją pierwszą nominację w kategorii Hip-hopowy/Rapowy/R&B-owy album roku podczas Eesti Muusikaauhinnad, a rok później wydali EP-kę pt. Niid for Spiid. W 2019 później wydali oni singel „Aluspükse”, na którym gościnnie pojawił się raper Nublu, który dotarł do 3. miejsca na oficjalnej estońskiej liście sprzedaży. Pod koniec roku podpisali kontrakt z wytwórnią Universal Music Estonia. W 2021 wydali drugą EP-kę Kõik on süüdi.
W 2023 Botšarov ogłosił, że odchodzi z zespołu w celu rozpoczęcia solowej kariery pod pseudonimem artystycznym Gameboy Tetris. W lutym 2024 z utworem „(Nendest) narkootikumidest ei tea me (küll) midagi”, wykonanym wraz z Puuluup, zwyciężyli w finale Eesti Laul 2024, uzyskując tym samym prawo do reprezentowania Estonii w 68. Konkursie Piosenki Eurowizji w Malmö. Przed konkursem dwa zespoły wydały kolaboracyjny album Kannatused ehk külakiigel pole stopperit.

## Kontrowersje
Na początku kariery zespół padł ofiarą krytyki ze względu na teksty utworów, uważane przez część mediów za seksistowskie i szowinistyczne.